# Poo Bear
Jason „Poo Bear“ Boyd (* 4. September 1978 in Connecticut) ist ein US-amerikanischer Songwriter, Sänger und Musikproduzent. Seit Beginn der 2000er war er an zahlreichen Hits beteiligt und ab 2013 wurde er insbesondere durch seine Zusammenarbeit mit Justin Bieber bekannt. Als Poo Bear kam er auch zweimal selbst als Sänger in die Charts.

## Biografie
Jason Boyd wuchs in Connecticut in ärmlichen Verhältnissen auf. Als er acht Jahre war, ließen sich seine Eltern scheiden. Wenig später zerstörte ein Tornado das Haus, in dem sie lebten und mithilfe einer Spende der Kirchengemeinde fand er mit seiner allein erziehenden Mutter ein neues Zuhause in Atlanta. Die Stadt war ein Zentrum der R&B-Musik und wichtige Labels und Produzenten hatten sich dort niedergelassen. Boyd entwickelte früh ein Talent als Liedschreiber und fand Zugang zum Musikgeschäft. Bereits mit 14 Jahren schrieb er an einem Song namens Anywhere, der 1998 Eingang in das Album Room 112 des einheimischen R&B-Quartetts 112 fand. Im Jahr darauf wurde er der erste Charthit mit seiner Beteiligung. Zwei Songs des Nachfolgealbums Part III, an denen er beteiligt gewesen war, kamen ebenfalls in die Charts: Peaches & Cream erreichte Platz 4 und war der größte Hit der Band, Dance with Me war ein unerwarteter Hit in Belgien, er war dort ein Nummer-eins-Hit und kam auf Platz 4 der Jahreswertung.
Seine nächste große Beteiligung hatte Boyd 2004 am Album Confessions von Usher, das den Höhepunkt in der Karriere des R&B-Sängers mit einer Diamant-Auszeichnung darstellte. An drei Songs hatte er mitgeschrieben, darunter an Caught Up, das Boyds erster großer internationaler Hit war. Es brachte ihm in den darauf folgenden Jahren eine Zusammenarbeit mit dem Erfolgsproduzenten Scott Storch und Zugang zu weiteren namhaften Künstlern. Work von Kelly Rowland war ein weiterer internationaler Hit aus der Zeit. Weitere Erfolge hatte er mit Danity Kane und Chris Brown.
Bis dahin war Boyd eher im Hintergrund geblieben und nur in der Branche bekannt. Die große Aufmerksamkeit bekam er erst ab 2013 mit der Zusammenarbeit mit Justin Bieber. Nachdem der Teenie-Popstar durch einige negative Schlagzeilen aufgefallen war, suchte er eine Neuorientierung hin zur R&B-Musik und tat sich unter anderem mit Boyd zusammen. Ab 7. Oktober 2013 veröffentlichte er jede Woche 10 Wochen lang einen neuen Song. Dadurch waren die einzelnen Songs und auch das hinterher veröffentlichte Album Journals kommerziell nicht so erfolgreich, brachten aber insbesondere über Nordamerika hinaus eine Menge Chartplatzierungen, an denen Boyd bei einer Mehrzahl mitgeschrieben hatte. Beim nächsten regulären Studioalbum Purpose wurde die musikalische Entwicklung weitergeführt und nach seinem Erscheinen 2015 wurde es zum erfolgreichsten Album von Bieber. Boyd hatte zusammen mit Bieber und Mason Levy den Song What Do You Mean? geschrieben, der ein internationaler Nummer-eins-Hit wurde, und war insgesamt an 9 der 13 Albumsongs als Autor beteiligt. Erstmals hatte er außerdem 3 Songs mitproduziert, was ihm bei den Grammy Awards 2017 eine Nominierung beim Album des Jahres einbrachte.
Ein weiterer internationaler Hit auf dem Album war Where Are Ü Now, der allerdings nicht Bieber, sondern den Produzenten Skrillex und Diplo zugeschrieben wurde mit Bieber als „featuring guest“. Boyd war in der Zeit davor schon mehrfach als Begleitsänger bei Aufnahmen beteiligt gewesen und hatte unter seinem Pseudonym Poo Bear auch schon auf Singles von Rapper und Lupe Fiasco offiziell mitgewirkt. 2017 nahm er erstmals mit Skrillex zusammen eine eigene Single auf und hatte mit Would You Ever einen kleineren Charthit in Europa. Im Jahr darauf folgt mit Hard 2 Face Reality eine zweite Chartsingle für Poo Bear mit Beteiligung von Bieber und Jay Electronica. Sein erstes eigenes Album Bearthday Music blieb allerdings ohne Chartplatzierung.
Eine weitere Grammy-Nominierung erhielt er 2018 als Mitautor der Remix-Version des lateinamerikanischen Welthits Despacito mit Beteiligung von Justin Bieber. In dieser Zeit kam es auch, meist gemeinsam mit Bieber, zu vermehrter Zusammenarbeit mit europäischen Musikern. Daraus entstanden Hits wie 2U mit David Guetta und 2019 ein weiterer internationaler Nummer-eins-Hit I Don’t Care mit Ed Sheeran sowie kleinere Erfolge mit Martin Garrix und Sam Smith. 2020 erschien das fünfte Studioalbum Changes von Justin Bieber. Bei diesem Album hatte Boyd nicht nur alle Songs mitgeschrieben, sondern auch mitproduziert. Auch wenn das Album viele Nummer-eins-Platzierungen erreichte, blieb es kommerziell erheblich hinter den früheren Erfolgen zurück und enthielt auch keine ganz großen Hits.

## Diskografie

### Alben
- Poo Bear Presents Bearthday Music (2018)

### Singles
| Jahr | Titel Interpretation                                                   | Höchstplatzierung, Gesamtwochen, AuszeichnungChartplatzierungen (Jahr, Titel, Interpretation, Platzierungen, Wochen, Auszeichnungen, Anmerkungen) | Höchstplatzierung, Gesamtwochen, AuszeichnungChartplatzierungen (Jahr, Titel, Interpretation, Platzierungen, Wochen, Auszeichnungen, Anmerkungen) | Höchstplatzierung, Gesamtwochen, AuszeichnungChartplatzierungen (Jahr, Titel, Interpretation, Platzierungen, Wochen, Auszeichnungen, Anmerkungen) | Höchstplatzierung, Gesamtwochen, AuszeichnungChartplatzierungen (Jahr, Titel, Interpretation, Platzierungen, Wochen, Auszeichnungen, Anmerkungen) | Höchstplatzierung, Gesamtwochen, AuszeichnungChartplatzierungen (Jahr, Titel, Interpretation, Platzierungen, Wochen, Auszeichnungen, Anmerkungen) | Anmerkungen                         |
| Jahr | Titel Interpretation                                                   | DE | AT | CH | UK | US | Anmerkungen                         |
| ---- | ---------------------------------------------------------------------- | --- | --- | --- | --- | --- | ----------------------------------- |
| 2017 | Would You Ever Skrillex & Poo Bear                                     | — | — | CH63 (4 Wo.)CH | UK55 Silber · (11 Wo.)UK | US— GoldUS | Erstveröffentlichung: 26. Juli 2017 |
| 2018 | Hard 2 Face Reality Poo Bear featuring Justin Bieber & Jay Electronica | — | AT71 (1 Wo.)AT | CH88 (1 Wo.)CH | — | — | Erstveröffentlichung: 6. April 2018 |

Weitere Singles
- That’s What They Made It Foe (Yo Gotti featuring Pooh Bear, 2006)
- Standing on the Mountain Top (DJ Khaled featuring Ace Hood & Pooh Bear, 2008)
- Whn the Lights Go Off (Redman featuring Poo Bear, 2010)
- Heart Donor (Lupe Fiasco featuring Poo Bear, 2012)
- Work for It (featuring Tyga, 2014)
- Salvage (Up All Night) (Galantis featuring Poo Bear, 2017)
- All We Can Do (Poo Bear & Juanes, 2017)
- Will I See You (featuring Anitta, 2017)
- Perdido (featuring J Balvin, 2018)

## Autorenbeteiligungen
Jason Boyd war unter anderem an folgenden Songs als Autor und, wo angegeben, als Produzent beteiligt:

| Jahr | Titel Interpretation                                                                | Höchstplatzierung, Gesamtwochen, AuszeichnungChartplatzierungen (Jahr, Titel, Interpretation, Platzierungen, Wochen, Auszeichnungen, Anmerkungen) | Höchstplatzierung, Gesamtwochen, AuszeichnungChartplatzierungen (Jahr, Titel, Interpretation, Platzierungen, Wochen, Auszeichnungen, Anmerkungen) | Höchstplatzierung, Gesamtwochen, AuszeichnungChartplatzierungen (Jahr, Titel, Interpretation, Platzierungen, Wochen, Auszeichnungen, Anmerkungen) | Höchstplatzierung, Gesamtwochen, AuszeichnungChartplatzierungen (Jahr, Titel, Interpretation, Platzierungen, Wochen, Auszeichnungen, Anmerkungen) | Höchstplatzierung, Gesamtwochen, AuszeichnungChartplatzierungen (Jahr, Titel, Interpretation, Platzierungen, Wochen, Auszeichnungen, Anmerkungen) | Anmerkungen                                                                                  |
| Jahr | Titel Interpretation                                                                | DE | AT | CH | UK | US | Anmerkungen                                                                                  |
| ---- | ----------------------------------------------------------------------------------- | --- | --- | --- | --- | --- | -------------------------------------------------------------------------------------------- |
| 1999 | Anywhere 112                                                                        | — | — | — | — | US15 (25 Wo.)US |                                                                                              |
| 2001 | Peaches & Cream 112                                                                 | — | — | — | UK32 (3 Wo.)UK | US4 (29 Wo.)US |                                                                                              |
| 2001 | Dance with Me 112                                                                   | — | — | — | — | US39 (20 Wo.)US | Nummer 1 in Belgien (Flandern)                                                               |
| 2004 | Caught Up Usher                                                                     | DE26 (9 Wo.)DE | AT48 (7 Wo.)AT | CH22 (16 Wo.)CH | UK9 Silber · (12 Wo.)UK | US8 Platin · (27 Wo.)US |                                                                                              |
| 2006 | Sleep on It Danity Kane                                                             | — | — | — | — | US64 (2 Wo.)US |                                                                                              |
| 2008 | Work Kelly Rowland                                                                  | DE25 (11 Wo.)DE | AT32 (12 Wo.)AT | CH8 (22 Wo.)CH | UK4 Gold · (26 Wo.)UK | — |                                                                                              |
| 2009 | I Can Transform Ya Chris Brown                                                      | — | — | — | UK26 Silber · (13 Wo.)UK | US20 ×2Doppelplatin · (19 Wo.)US |                                                                                              |
| 2011 | She Ain’t You Chris Brown                                                           | — | — | — | UK53 (6 Wo.)UK | US27 Platin · (20 Wo.)US |                                                                                              |
| 2011 | Beautiful Lasers (2 Ways) Lupe Fiasco featuring MDMA                                | — | — | — | — | US70 (1 Wo.)US |                                                                                              |
| 2013 | All That Matters Justin Bieber                                                      | DE46 (1 Wo.)DE | AT34 (1 Wo.)AT | CH17 (1 Wo.)CH | UK20 Silber · (3 Wo.)UK | US24 Platin · (8 Wo.)US | Nummer 1 in Dänemark                                                                         |
| 2013 | Hold Tight Justin Bieber                                                            | DE56 (1 Wo.)DE | AT40 (1 Wo.)AT | CH25 (1 Wo.)CH | UK28 (1 Wo.)UK | US29 Gold · (1 Wo.)US | Nummer 1 in Dänemark                                                                         |
| 2013 | Recovery Justin Bieber                                                              | DE50 (1 Wo.)DE | AT49 (1 Wo.)AT | CH33 (1 Wo.)CH | UK28 (1 Wo.)UK | US41 (1 Wo.)US |                                                                                              |
| 2013 | Bad Day Justin Bieber                                                               | DE66 (1 Wo.)DE | AT41 (1 Wo.)AT | CH28 (1 Wo.)CH | UK31 (1 Wo.)UK | US53 (1 Wo.)US | Nummer 1 in Dänemark                                                                         |
| 2013 | All Bad Justin Bieber                                                               | DE61 (1 Wo.)DE | AT45 (1 Wo.)AT | — | UK34 (1 Wo.)UK | US50 (1 Wo.)US |                                                                                              |
| 2013 | PYD Justin Bieber featuring R. Kelly                                                | DE64 (1 Wo.)DE | AT49 (1 Wo.)AT | CH27 (1 Wo.)CH | UK30 (1 Wo.)UK | US54 (1 Wo.)US |                                                                                              |
| 2013 | Change Me Justin Bieber                                                             | DE67 (1 Wo.)DE | AT45 (1 Wo.)AT | CH34 (1 Wo.)CH | UK39 (1 Wo.)UK | US59 (1 Wo.)US |                                                                                              |
| 2015 | Little More (Royalty) Chris Brown                                                   | — | — | — | — | US91 (1 Wo.)US | auch Produzent                                                                               |
| 2015 | What Do You Mean? Justin Bieber                                                     | DE4 Platin · (37 Wo.)DE | AT1 (33 Wo.)AT | CH2 (38 Wo.)CH | UK1 ×4Vierfachplatin · (62 Wo.)UK | US1 ×8Achtfachplatin · (31 Wo.)US | u. a. auch Nummer 1 in Australien, Dänemark, Finnland, Neuseeland, Norwegen, Schweden        |
| 2015 | Where Are Ü Now Skrillex & Diplo featuring Justin Bieber                            | DE33 Gold · (46 Wo.)DE | AT29 (31 Wo.)AT | CH28 Gold · (34 Wo.)CH | UK3 ×2Doppelplatin · (56 Wo.)UK | US8 ×6Sechsfachplatin · (45 Wo.)US |                                                                                              |
| 2016 | Company Justin Bieber                                                               | — | — | — | UK25 Platin · (21 Wo.)UK | US53 ×2Doppelplatin · (12 Wo.)US | auch Produzent                                                                               |
| 2017 | Jump Out the Window Big Sean                                                        | — | — | — | — | US76 Platin · (1 Wo.)US |                                                                                              |
| 2017 | 2U David Guetta featuring Justin Bieber                                             | DE3 Platin · (19 Wo.)DE | AT2 Gold · (19 Wo.)AT | CH2 Platin · (23 Wo.)CH | UK5 Platin · (16 Wo.)UK | US16 Platin · (11 Wo.)US | auch Produzent                                                                               |
| 2017 | I’m the One DJ Khaled featuring Justin Bieber, Quavo, Chance the Rapper & Lil Wayne | DE4 Platin · (20 Wo.)DE | AT2 Platin · (20 Wo.)AT | CH6 ×2Doppelplatin · (22 Wo.)CH | UK1 ×2Doppelplatin · (23 Wo.)UK | US1 ×9Neunfachplatin · (22 Wo.)US | auch Nummer 1 in Australien und Neuseeland                                                   |
| 2017 | So Far Away Martin Garrix & David Guetta featuring Jamie Scott & Romy Dya           | DE8 Platin · (24 Wo.)DE | AT12 Gold · (18 Wo.)AT | CH14 (26 Wo.)CH | UK81 (2 Wo.)UK | US— GoldUS |                                                                                              |
| 2017 | Burning Sam Smith                                                                   | — | — | CH52 (2 Wo.)CH | UK63 Silber · (1 Wo.)UK | US— PlatinUS |                                                                                              |
| 2018 | No Brainer DJ Khaled featuring Justin Bieber, Chance the Rapper & Quavo             | DE15 (11 Wo.)DE | AT7 Gold · (9 Wo.)AT | CH12 (9 Wo.)CH | UK3 Platin · (13 Wo.)UK | US5 ×2Doppelplatin · (15 Wo.)US | Nummer 1 in Dänemark                                                                         |
| 2019 | 10,000 Hours Dan + Shay & Justin Bieber                                             | DE47 (5 Wo.)DE | AT18 (5 Wo.)AT | CH21 (9 Wo.)CH | UK19 Platin · (9 Wo.)UK | US4 ×5Fünffachplatin · (30 Wo.)US |                                                                                              |
| 2019 | I Don’t Care Ed Sheeran & Justin Bieber                                             | DE2 ×2Doppelplatin · (40 Wo.)DE | AT1 ×3Dreifachplatin · (42 Wo.)AT | CH1 Platin · (52 Wo.)CH | UK1 ×4Vierfachplatin · (51 Wo.)UK | US2 ×2Doppelplatin · (39 Wo.)US | u. a. auch Nummer 1 in Australien, Dänemark, Finnland, Italien, Norwegen, Portugal, Schweden |
| 2020 | Yummy Justin Bieber                                                                 | DE15 (9 Wo.)DE | AT5 (9 Wo.)AT | CH3 (13 Wo.)CH | UK5 Gold · (12 Wo.)UK | US2 ×3Dreifachplatin · (15 Wo.)US | Nummer 1 in Neuseeland auch Produzent                                                        |
| 2020 | Get Me Justin Bieber featuring Kehlani                                              | — | — | CH88 (1 Wo.)CH | UK61 (1 Wo.)UK | US93 (1 Wo.)US | auch Produzent                                                                               |
| 2020 | Intentions Justin Bieber featuring Quavo                                            | DE23 Gold · (13 Wo.)DE | AT11 (14 Wo.)AT | CH13 (17 Wo.)CH | UK9 Platin · (24 Wo.)UK | US5 ×4Vierfachplatin · (31 Wo.)US | Nummer 1 in Neuseeland auch Produzent                                                        |
| 2020 | Forever Justin Bieber featuring Post Malone & Clever                                | DE56 (2 Wo.)DE | AT28 (2 Wo.)AT | CH33 (3 Wo.)CH | UK29 (5 Wo.)UK | US24 Gold · (2 Wo.)US | auch Produzent                                                                               |
| 2020 | Come Around Me Justin Bieber                                                        | — | — | — | — | US86 Gold · (1 Wo.)US | auch Produzent                                                                               |
| 2020 | Habitual Justin Bieber                                                              | — | — | — | — | US98 (1 Wo.)US | auch Produzent                                                                               |
| 2020 | All Around Me Justin Bieber                                                         | — | — | — | — | US100 (1 Wo.)US | auch Produzent                                                                               |

Weitere Lieder
- Love Is Such a Crazy Thing / Pink (2000)
- Round Up / Blu Cantrell & Lady May (2003)
- Make My Day / Common featuring Cee-Lo (2008)
- Better on Me / Pitbull featuring Ty Dolla Sign (2017)
- Us / Jennifer Lopez (2018)
- The Distance / Mariah Carey featuring Ty Dolla Sign (2018)
- Head High / One Ok Rock (2019)

## Auszeichnungen für Musikverkäufe
| Goldene Schallplatte - Dänemark - 2017: für die Single Would You Ever - 2023: für die Single Hard 2 Face Reality Platin-Schallplatte - Neuseeland - 2020: für die Single Would You Ever | 2× Platin-Schallplatte - Brasilien - 2024: für die Single Hard 2 Face Reality |

Anmerkung: Auszeichnungen in Ländern aus den Charttabellen bzw. Chartboxen sind in ebendiesen zu finden.
| Land/RegionAuszeichnungen für Musikverkäufe (Land/Region, Auszeichnungen, Verkäufe, Quellen) | Silber  | Gold     | Platin     | Verkäufe | Quellen             |
| -------------------------------------------------------------------------------------------- | ------- | -------- | ---------- | -------- | ------------------- |
| Brasilien (PMB)                                                                              | —       | —        | 2× Platin2 | 80.000   | pro-musicabr.org.br |
| Dänemark (IFPI)                                                                              | —       | Gold1    | —          | 45.000   | ifpi.dk             |
| Kanada (MC)                                                                                  | —       | Gold1    | —          | 40.000   | musiccanada.com     |
| Neuseeland (RMNZ)                                                                            | —       | —        | Platin1    | 30.000   | radioscope.co.nz    |
| Vereinigte Staaten (RIAA)                                                                    | —       | Gold1    | —          | 500.000  | riaa.com            |
| Vereinigtes Königreich (BPI)                                                                 | Silber1 | —        | —          | 200.000  | bpi.co.uk           |
| Insgesamt                                                                                    | Silber1 | 3× Gold3 | 3× Platin3 |          |                     |